# Filip Zalevski
Filip Zalevski (Oekraïens: Філіп Залевський, Bulgaars: Филип Залевски) (Odessa, 3 januari 1984) is een geboren Oekraïner en thans Bulgaarse kunstschaatser.
Zalevski is actief in het paarrijden en zijn huidige sportpartner is Nina Ivanova. Het sportpaar traint bij Dmitri Sjkidtsjenko. In het verleden schaatste hij onder andere met Aliona Jaroelina, Joelia Tsjarkasjina, Alina Dichtjar en Julia Goreeva met wie hij voor Oekraïne uitkwam.

## Persoonlijke records
| records             | punten | datum      | toernooi           |
| ------------------- | ------ | ---------- | ------------------ |
| Hoogste totaalscore | 122.02 | 02-10-2004 | Ukrainian Souvenir |
| Hoogste korte kür   | 44.29  | 30-09-2004 | Ukrainian Souvenir |
| Hoogste lange kür   | 77.73  | 02-10-2004 | Ukrainian Souvenir |

| records             | punten | datum      | toernooi |
| ------------------- | ------ | ---------- | -------- |
| Hoogste totaalscore | 106.31 | 20-01-2010 | EK       |
| Hoogste korte kür   | 38.56  | 19-01-2010 | EK       |
| Hoogste lange kür   | 67.75  | 20-01-2010 | EK       |

## Belangrijke resultaten
In 2000 met Aliona Jaroelina, van 2003-2006 met Alina Dichtjar (voor Oekraïne), in 2009-2010 met Nina Ivanova (voor Bulgarije)
| Kampioenschap           | 99/00 |  | 02/03 | 03/04 | 04/05 | 05/06  |  | 08/09 | 09/10 |
| ----------------------- | ----- |  | ----- | ----- | ----- | ------ |  | ----- | ----- |
| Wereldkampioenschap     |       |  |       |       |       |        |  | 23e   | 23e   |
| Europees Kampioenschap  |       |  |       |       |       | 13e    |  | 21e   | 16e   |
| Nationaal Kampioenschap | Brons |  | 4e    |       |       | Zilver |  | Goud  |       |
| WK junioren             |       |  |       |       | 12e   |        |  |       |       |
| NK junioren             |       |  |       |       | Goud  |        |  |       |       |